# Anna Rüh
Anna Rüh (* 17. Juni 1993 in Greifswald, Mecklenburg-Vorpommern) ist eine deutsche Leichtathletin, die sich auf Kugelstoßen und Diskuswurf spezialisiert hat.

## Berufsweg
Das Sportgymnasium in Neubrandenburg verließ Rüh nach dem Realschulabschluss, schloss ihre Ausbildung zur Kauffrau für Bürokommunikation im Juni 2013 ab und kann sich durch ihre Anstellung in der Sportkompanie der Bundeswehr ganz auf den Sport konzentrieren.

## Sportliche Karriere
Zur Leichtathletik kam Rüh im Alter von sechs Jahren durch den Sportunterricht in der Schule. Mit 14 Jahren ging sie wegen der besseren Trainingsbedingungen nach Neubrandenburg und kam zu den Wurfdisziplinen.
Rüh trat bei den Junioreneuropameisterschaften 2011 in Tallinn sowohl im Diskuswurf als auch im Kugelstoßen an: Im Diskuswurf belegte sie den zweiten Platz hinter ihrer Mannschaftskameradin Shanice Craft, im Kugelstoßen erkämpfte sie mit persönlicher Bestleistung von 16,01 m die Bronzemedaille hinter der deutschen Lena Urbaniak und der Polin Anna Wloka.
Ende Mai 2012 übertraf Anna Rüh bei den Halleschen Werfertagen mit 63,04 m die Olympianorm im Diskuswurf, bei den deutschen Meisterschaften verbesserte sie sich noch einmal auf 63,14 m und belegte damit den dritten Platz hinter Nadine Müller und Julia Fischer. Bei den Europameisterschaften 2012 in Helsinki warf Rüh den Diskus auf 62,65 m und belegte den vierten Platz. Zwei Wochen später gewann sie bei den Juniorenweltmeisterschaften 2012 mit 62,38 m den Titel vor Shanice Craft, beide deutschen Werferinnen hatten bis zum letzten Versuch hinter der US-Amerikanerin Shelbi Vaughan gelegen. Bei den Olympischen Spielen kurz darauf erreichte sie in London den zehnten Platz.
2011, 2013 und 2015 war Rüh beim Diskuswurf die Jahresbeste in der Altersgruppe der Juniorinnen, 2012 in der der weiblichen Jugend/U20. Rüh gehört dem A-Kader des Deutschen Leichtathletik-Verbandes (DLV) an.
Anfang 2016 erzielte Rüh bei den Deutschen Hallenmeisterschaften in Leipzig eine neue persönliche Bestleistung im Kugelstoßen mit 17,68 m und übertraf am 15. Mai mit 63,42 m beim Werfer-Cup in Wiesbaden die Norm von 61,00 m zur Qualifikation für die Olympischen Spiele in Rio de Janeiro.
2017 kam Rüh bei den Deutschen Hallenmeisterschaften in Leipzig beim Kugelstoßen auf den 5. Platz und wurde in Erfurt im Diskuswurf Deutsche Vizemeisterin.

## Vereinszugehörigkeit
Rüh startet für den Sportclub Magdeburg. Sie war davor beim SC Neubrandenburg und im Greifswalder SV 04.

## Bestwerte

### Jahresbestleistungen
| Jahr | Diskus   | Diskus  | Kugel    | Kugel   |
| Jahr | Freiluft | Halle   | Freiluft | Halle   |
| ---- | -------- | ------- | -------- | ------- |
| 2008 | 39,86 m  | -       | 12,07 m  | -       |
| 2009 | 44,43 m  | -       | 12,63 m  | -       |
| 2010 | 51,67 m  | -       | 14,74 m  | -       |
| 2011 | 59,97 m  | -       | 16,01 m  | 15,66 m |
| 2012 | 63,38 m  | -       | -        | 16,53 m |
| 2013 | 64,33 m  | -       | -        | -       |
| 2014 | 64,17 m  | -       | -        | 15,58 m |
| 2015 | 66,14 m  | -       | 17,08 m  | 16,58 m |
| 2016 | 64,08 m  | 60,81 m | 17,20 m  | 17,68 m |
| 2017 | 63,90 m  |         |          | 16,89 m |

### Bestleistungen
- Kugel: 17,20 m, 3. Juni 2016 in Schönebeck
  - Kugel (Halle): 17,68 m, 27. Februar 2016 in Leipzig
- Diskus: 66,14 m, 10. Mai 2015 in Wiesbaden
  - Diskus (Halle): 60,81 m, 17. Februar 2016 in Magdeburg

## Erfolge

### Nationale Erfolge
- 2009: 12. Platz Deutsche Winterwurf-Meisterschaften (Kugel)
- 2009: 3. Platz Deutsche Winterwurf-Meisterschaften (Diskus)
- 2010: 7. Platz Deutsche Winterwurf-Meisterschaften (Kugel)
- 2010: 4. Platz Deutsche Winterwurf-Meisterschaften (Diskus)
- 2011: 4. Platz Deutsche Winterwurf-Meisterschaften (Kugel)
- 2011: Deutsche Winterwurf-Meisterin (Diskus)
- 2011: Deutsche U20-Meisterin (Diskus)
- 2011: Deutsche U20-Vizemeisterin (Kugel)
- 2012: Deutsche Winterwurf-Meisterin (Kugel und Diskus)
- 2013: Deutsche Vizemeisterin (Diskus)
- 2013: Deutsche U23-Meisterin (Diskus)
- 2014: Deutsche Winterwurf-Meisterin (Diskus)
- 2014: 3. Platz Deutsche Meisterschaften (Diskus)
- 2015: 5. Platz Deutsche Hallenmeisterschaften (Kugel)
- 2015: 4. Platz Deutsche Meisterschaften (Diskus)
- 2016: Deutsche Hallenvizemeisterin (Kugel)
- 2016: 5. Platz Deutsche Meisterschaften (Diskus)
- 2017: 5. Platz Deutsche Hallenmeisterschaften (Kugel)
- 2017: Deutsche Vizemeisterin (Diskus)

### Internationale Erfolge
- 2011: 3. Platz U20-Europameisterschaften (Kugel)
- 2011: U20-Vizeeuropameisterin (Diskus)
- 2012: 10. Platz Olympische Spiele (Diskus)
- 2012: 4. Platz Europameisterschaften (Diskus)
- 2012: U20-Weltmeisterin (Diskus)
- 2013: U23-Europameisterin (Diskus)
- 2013: 6. Platz European Throwing Cup (Diskus)
- 2014: 4. Platz Leichtathletik-Europameisterschaften 2014 (Diskus)
- 2014: Vizemeisterin European Throwing Cup (Diskus)